# Antony and Cleopatra (ópera)
Antony and Cleopatra es una ópera en tres actos con música de Samuel Barber y libreto en inglés de Franco Zeffirelli basándose en la obra Antonio y Cleopatra de Shakespeare. Utiliza exclusivamente las palabras de Shakespeare. Se estrenó en Nueva York el 16 de septiembre de 1966.

## Historia
Fue representada por primera vez en Nueva York el 16 de septiembre de 1966, en la inauguración de la nueva sede del Metropolitan Opera House en el Lincoln Center. Se trataba de tener una nueva ópera de un compositor estadounidense para la gala inaugural del nuevo edificio. 
No se reparó en gastos. Franco Zeffirelli fue contratado como director de escena. Thomas Schippers fue el director de orquesta. El diseño del escenario y del vestuario eran complejos; el reparto, enorme, ya que incluía veintidós cantantes, coro completo y bailarines de ballet. Entre las estrellas del elenco estaban la soprano Leontyne Price en el papel de Cleopatra, el barítono Justino Díaz en el papel de Marco Antonio, el tenor Jess Thomas como Octavio Augusto, y la mezzosoprano Rosalind Elias como Charmian.
La ópera fue destrozada de forma exhaustiva y cruel por los críticos. En general se atribuye esto al conflicto entre la compleja puesta en escena y la naturaleza más íntima de la música de Barber. Lo que es más embarazoso, parte de escenario giratorio se rompió bajo el peso del multitudinario reparto de extras durante los ensayos.
La ópera fue cancelada después de la serie de representaciones iniciales de la producción. Muchos creen que la música está entre la mejor de Barber. 
Barber revisó la ópera, que fue representada más tarde en la Juilliard School, el Festival de Spoleto, el Festival dei Due Mondi y en la Ópera Lírica de Chicago. La producción de Spoleto fue dirigida por Gian Carlo Menotti, compañero de Barber durante muchos años y libretista de su primera ópera, Vanessa y protagonizada por Esther Hinds como Cleopatra y Jeffry Wells como Marco Antonio. Esta producción está editada en CD (New World Records, 1992)
Esta ópera rara vez se representa en la actualidad; en las estadísticas de Operabase aparece con solo 2 representaciones en el período 2005-2010.

## Personajes
| Personaje                     | Tesitura     | Elenco del estreno, 16 de septiembre de 1966 (Director: Thomas Schippers) |
| ----------------------------- | ------------ | ------------------------------------------------------------------------- |
| Cleopatra                     | soprano      | Leontyne Price                                                            |
| Marco Antonio                 | barítono     | Justino Diaz                                                              |
| César Octaviano               | tenor        | Jess Thomas                                                               |
| Enobarbo                      | bajo         | Ezio Flagello                                                             |
| Charmian, criada de Cleopatra | mezzosoprano | Rosalind Elias                                                            |
| Iras                          | mezzosoprano | Belén Amparan                                                             |
| Mardian                       | tenor        | Andrea Velis                                                              |
| Mensajero                     | tenor        | Paul Franke                                                               |
| Alexas                        | bajo         | Raymond Michalski                                                         |
| Adivino                       |              | Lorenzo Alvary                                                            |
| Rústico                       |              | Clifford Harvuot                                                          |
| Octavia                       |              | Mary Ellen Pracht                                                         |
| Mecenas                       |              | Russell Christopher                                                       |
| Agripa                        |              | John Macurdy                                                              |
| Lépido                        | tenor        | Robert Nagy                                                               |
| Thidias                       |              | Robert Goodloe                                                            |
| Soldado de César              |              | Gabor Carelli                                                             |
| Eros                          |              | Bruce Scott                                                               |
| Dolabella                     |              | Gene Boucher                                                              |
| Canidio                       | barítono     | Lloyd Strang                                                              |
| Demetrio                      |              | Norman Giffin                                                             |
| Scauro                        |              | Ron Bottcher                                                              |
| Decretas                      |              | Louis Sgarro                                                              |
| Capitán de la guardia         |              | Dan Marek                                                                 |
| Guardia 1                     |              | Robert Schmorr                                                            |
| Guardia 2                     |              | Edward Ghazal                                                             |
| Guardia 3                     |              | Norman Scott                                                              |
| Soldado de Marco Antonio      |              | John Trehy                                                                |
| Vigilante 1                   |              | Paul De Paola                                                             |
| Vigilante 2                   |              | Luis Forero                                                               |
| Centinela                     |              | Peter Sliker                                                              |

- Datos: Q4777266